# 56-graphe de Klein
Pour les articles homonymes, voir Graphe de Klein.
Le 56-graphe de Klein ou graphe cubique de Klein est, en théorie des graphes, un graphe 3-régulier possédant 56 sommets et 84 arêtes.

## Propriétés

### Propriétés générales
Le diamètre du 56-graphe de Klein, l'excentricité maximale de ses sommets, est 6, son rayon, l'excentricité minimale de ses sommets, est 6 et sa maille, la longueur de son plus court cycle, est 7. Il s'agit d'un graphe 3-sommet-connexe et d'un graphe 3-arête-connexe, c'est-à-dire qu'il est connexe et que pour le rendre déconnecté il faut le priver au minimum de 3 sommets ou de 3 arêtes.
Il peut être plongé dans une surface orientable de genre 3 qui peut être représentée comme la quartique de Klein, où il forme la « carte de Klein » à 24 faces heptagonales, de symbole de Schläfli {7,3}8.
Selon le Foster Census, le 56-graphe de Klein, référencé sous le numéro F056B, est le seul graphe cubique symétrique à 56 sommets qui ne soit pas biparti.
Il peut être dérivé du graphe de Coxeter à 28 sommets.

### Coloration

Autre représentation du 56-graphe de Klein, montrant qu'il est hamiltonien avec un indice chromatique de 3.

Le nombre chromatique du 56-graphe de Klein est 3. C'est-à-dire qu'il est possible de le colorer avec 3 couleurs de telle façon que deux sommets reliés par une arête soient toujours de couleurs différentes mais ce nombre est minimal. Il n'existe pas de 2-coloration valide du graphe.
L'indice chromatique du 56-graphe de Klein est 3. Il existe donc une 3-coloration des arêtes du graphe telle que deux arêtes incidentes à un même sommet soient toujours de couleurs différentes. Ce nombre est minimal.

### Propriétés algébriques
Le 56-graphe de Klein est symétrique, c'est-à-dire que son groupe d'automorphismes agit transitivement sur ses arêtes, ses sommets et ses arcs. Son groupe d'automorphisme est d'ordre 336.

### Crédit d'auteurs
- (en) Cet article est partiellement ou en totalité issu de l’article de Wikipédia en anglais intitulé « Klein graph » (voir la liste des auteurs).